# Аврелій Гермогеніан
Аврелій Гермогеніан (д/н — 310) — визначний правник та державний діяч Римської імперії часів правління Діоклетіана.

## Життєпис
Належав до стану вершників. Втім немає згадок щодо місця народження та родини Гермогеніана. Він починав службу при імператорському дворі як начальник служби, яка займалася організацією листуванням двору (magister libellorum) з 293 до 295 року. Після цього Аврелія було призначено на посаду префекта преторія у 295 році. Під час виконання своїх обов'язків він активно займається правництвом. Саме в цей час випускає свій відомий кодекс. У 300 році за невідомими причинами Гермогеніана позбавляють посади префекта преторія й призначають проконсулом Азії. На цій посаді він був до 309 року, коли стає міським префектом Риму. На цій посаді 28 жовтня 310 року Гермогеніан помирає за невідомих обставин.

## Правництво
Гермогеніан займався доповненням кодексу Грегоріана, додавши до нього закони Римської імперії з 291 до 295 року. У його кодексу закони були розташовані лише за главами. З часом римські судді стали враховувати Кодекс Гермогеніана як офіційний. Він став основою подальшим кодексів Феодосія II та Юстиніана I (Кодекс Юстиніана).
Наприкінці життя Аврелій Гермогеніана також випустив книгу «Резюме права» або «Основи права» (з 6 книг), яка стала конспектом класичної правової думки. Це самостійна переробка витягів з попередніх йому правників, викладених в коротких положеннях без вказівки джерела. Твір споріднений з «Sententiae» Павла